# Хвостовцова, Надежда Никитовна
Надежда Никитовна Хвостовцова, в девичестве — Гончарова (22 декабря 1929 года, деревня Колено, Алексеевский район, Воронежская область — 2016 год, Армавир, Краснодарский край) — рабочая Кохорского совхоза Министерства сельского хозяйства, Гальский район, Абхазская ССР, Грузинская ССР. Герой Социалистического Труда (1949).

## Биография
Родилась в 1929 году в крестьянской семье в деревне Колено Алексеевского района Воронежской области (в настоящее время — Белгородская область).
С 1939 года проживала в Абхазии. В годы Великой Отечественной войны окончила пять классов местной школы, после чего трудилась в цитрусовом саду Кохорского совхоза Гальского района, директором которого был Александр Малакиевич Габуния.
В 1948 году собрала в среднем с каждого дерева по 1205 мандаринов с 445 плодоносящих деревьев. Указом Президиума Верховного Совета СССР от 5 июля 1949 года удостоена звания Героя Социалистического Труда за «получение высоких урожаев сортового зелёного чайного листа и цитрусовых плодов в 1948 году» с вручением ордена Ленина и золотой медали «Серп и Молот» (№ 4024).
Этим же Указом званием Героя Социалистического Труда были награждены директор совхоза Александр Малакиевич Габуния, труженики Кохорского совхоза Дарья Дмитриевна Кушнеренко и Хута Вадалевич Жвания.
В 1953 году вместе с семьёй переехала в Армавир Краснодарского края. Трудилась на местных стройках, затем — в течение 17 лет работала на Армавирской экспериментальной швейной фаботке до выхода на пенсию в 1985 году.
Проживала в Армавире, где умерла в 2016 году.